# AFC Ajax in het seizoen 2006/07
Dit is een pagina met diverse statistieken van voetbalclub AFC Ajax uit het seizoen 2006/2007

## Wedstrijdenverslagen 2006/2007

#### Vriendschappelijk
|                                                                                             |                                                                |                | | |
| zaterdag 8 juli 2006, 15:00 uur                                                             | JOS Watergraafsmeer                                            | 1 - 5 (0 - 2)  | Ajax | Opstelling Ajax: |
| Sportpark Drie Burg, Amsterdam onbekend aantal toeschouwers Arbiter: onbekend Oefenduel     | Orville Blankendaal 71'                                        |                | 10' Nicolae Mitea 25' Klaas Jan Huntelaar 69' Rydell Poepon 74' Angelos Charisteas 77' Nicolae Mitea | Kenneth Vermeer, George Ogăraru, Emmanuel Boakye, Jan Vertonghen, Urby Emanuelson, Gabri, Olaf Lindenbergh, Roger Garcia, Mauro Rosales, Klaas Jan Huntelaar, Nicolae Mitea Wisselspelers Ajax: Marco van Duin, Jeffrey Sarpong, Rydell Poepon, Angelos Charisteas, Tom de Mul Wissels Ajax: 46' Kenneth Vermeer Marco van Duin 46' Gabri Jeffrey Sarpong 46' Mauro Rosales Tom de Mul 46' Roger Garcia Rydell Poepon 46' Klaas Jan Huntelaar Angelos Charisteas 71' Urby Emanuelson Roger Garcia |
|                                                                                             |                                                                |                | | |
| dinsdag 11 juli 2006, 19:30 uur                                                             | ABS                                                            | 0 - 11 (0 - 3) | Ajax | Opstelling Ajax: |
| Sportpark de Looënk, Bathmen onbekend aantal toeschouwers Arbiter: René Temmink Oefenduel   |                                                                |                | 9' (pen.) Klaas Jan Huntelaar 17' Klaas Jan Huntelaar 20' Klaas Jan Huntelaar 53' Mauro Rosales 56' Mauro Rosales 65' Roger Garcia 68' Angelos Charisteas 73' Angelos Charisteas 81' Angelos Charisteas 83' Nicolae Mitea 84' Olaf Lindenbergh 88' Jeffrey Sarpong                                                                                              | Kenneth Vermeer, George Ogăraru, Robbert Schilder, Jaap Stam, Urby Emanuelson, Roger Garcia, Edgar Manucharyan, Gabri, Mauro Rosales, Klaas Jan Huntelaar, Kenneth Pérez Wisselspelers Ajax: Marco van Duin, Jan Vertonghen, Angelos Charisteas, Nicolae Mitea, Rydell Poepon, Tom de Mul, Olaf Lindenbergh, Jeffrey Sarpong, Emmanuel Boakye Wissels Ajax: 46' Urby Emanuelson Jan Vertonghen 46' Edgar Manucharyan Nicolae Mitea 46' Klaas Jan Huntelaar Angelos Charisteas 58' Mauro Rosales Tom de Mul 64' Gabri Olaf Lindenbergh 64' Kenneth Pérez Jeffrey Sarpong 78' George Ogăraru Emmanuel Boakye               |
|                                                                                             |                                                                |                | | |
| woensdag 12 juli 2006, 19:30 uur                                                            | SV de Lutte                                                    | 0 - 18 (0 - 8) | Ajax | Opstelling Ajax: |
| Sportpark De Stockackker, De Lutte onbekend aantal toeschouwers Arbiter: Onbekend Oefenduel |                                                                |                | 8' Kenneth Pérez 11' Kenneth Pérez 15' Kenneth Pérez 18' Rydell Poepon 27' Tom de Mul 40' Robbert Schilder 42' Rydell Poepon 45' Rydell Poepon 52' Angelos Charisteas 54' Edgar Manucharyan 55' Angelos Charisteas 57' Nicolae Mitea 59' Jeffrey Sarpong 69' Robbert Schilder 72' Mauro Rosales 78' Angelos Charisteas 87' Angelos Charisteas 90' Nicolae Mitea | Dennis Gentenaar, Emmanuel Boakye, Robbert Schilder, Jaap Stam, Jan Vertonghen, Kenneth Pérez, Olaf Lindenbergh, Gabri, Tom de Mul, Rydell Poepon, Nicolae Mitea Wisselspelers Ajax: Marco van Duin, George Ogăraru, Edgar Manucharyan, Jeffrey Sarpong, Angelos Charisteas, Mauro Rosales Wissels Ajax: 46' Dennis Gentenaar Marco van Duin 46' Jaap Stam George Ogăraru 46' Gabri Jeffrey Sarpong 46' Kenneth Pérez Edgar Manucharyan 46' Tom de Mul Mauro Rosales 46' Rydell Poepon Angelos Charisteas |
|                                                                                             |                                                                |                | | |
| donderdag 13 juli 2006, 19:30 uur                                                           | HHC Hardenberg                                                 | 0 - 4 (0 - 2)  | Ajax | Opstelling Ajax: |
| Sportpark de Boshoek, Hardenberg 4.500 toeschouwers Arbiter: Onbekend Oefenduel             |                                                                |                | 14' Edgar Manucharyan 37' (pen.) Klaas Jan Huntelaar 51' Klaas Jan Huntelaar 66' Klaas Jan Huntelaar | Kenneth Vermeer, George Ogăraru, Olaf Lindenbergh, Jaap Stam, Urby Emanuelson, Kenneth Pérez, Gabri, Edgar Manucharyan, Mauro Rosales, Klaas Jan Huntelaar, Nicolae Mitea Wisselspelers Ajax: Dennis Gentenaar, Jan Vertonghen, Robbert Schilder, Jeffrey Sarpong, Tom de Mul, Rydell Poepon, Angelos Charisteas, Emmanuel Boakye, Roger Garcia Wissels Ajax: 46' Kenneth Vermeer Dennis Gentenaar 57' Jan Vertonghen Olaf Lindenbergh 62' Edgar Manucharyan Robbert Schilder 71' Nicolae Mitea Jeffrery Sarpong 76' Mauro Rosales Tom de Mul 76' Klaas Jan Huntelaar Rydell Poepon 86' Rydell Poepon Angelos Charisteas |
|                                                                                             |                                                                |                | | |
| zaterdag 15 juli 2006, 15:00 uur                                                            | vv Bennekom                                                    | 0 - 8 (0 - 3)  | Ajax | Opstelling Ajax: |
| Sportpark Eikelhof, Bennekom 4.500 toeschouwers Arbiter: Dennis van Aken Oefenduel          |                                                                |                | 7' Tom de Mul 25' Jaap Stam 34' Angelos Charisteas 55' Mauro Rosales 62' Rydell Poepon 78' Klaas Jan Huntelaar 80' Klaas Jan Huntelaar 90' Jeffrey Sarpong | Dennis Gentenaar, Emmanuel Boakye, Jaap Stam, Jan Vertonghen, Urby Emanuelson, Roger Garcia, Edgar Manucharyan, Robbert Schilder, Tom de Mul, Angelos Charisteas, Kenneth Pérez Wisselspelers Ajax: Olaf Lindenbergh, Jeffrey Sarpong, Mauro Rosales, Rydell Poepon, Thomas Vermaelen, Klaas Jan Huntelaar Wissels Ajax: 46' Roger Garcia Olaf Lindenbergh 46' Edgar Manucharyan Mauro Rosales 46' Angelos Charisteas Jeffrey Sarpong 46' Kenneth Pérez Rydell Poepon 68' Jan Vertonghen Thomas Vermaelen 68' Tom de Mul Klaas Jan Huntelaar                                                                             |
|                                                                                             |                                                                |                | | |
| dinsdag 18 juli 2006, 19:30 uur                                                             | SV Spakenburg                                                  | 3 - 2 (2 - 0)  | Ajax | Opstelling Ajax: |
| Sportpark De Westmaat, Spakenburg 5.979 toeschouwers Arbiter: Lex Stofkooper Oefenduel      | Arthur van Metelen 31' Roderik de Harder 37' Mustafa Aksit 84' |                | 58' Tom de Mul 94' Robbert Schilder | Kenneth Vermeer, George Ogăraru, Emmanuel Boakye, Olaf Lindebergh, Thomas Vermaelen, Urby Emanuelson, Kenneth Pérez, Jan Vertonghen, Mauro Rosales, Klaas Jan Huntelaar, Edgar Manucharyan Wisselspelers Ajax: Robbert Schilder, Tom de Mul, Angelos Charisteas, Rydell Poepon, Dennis Gentenaar Wissels Ajax: 46' George Ogăraru Robbert Schilder 46' Olaf Lindenbergh Jeffrey Sarpong 46' Edgar Manucharyan Tom de Mul 55' Mauro Rosales Angelos Charisteas 72' Kenneth Pérez Rydell Poepon |
|                                                                                             |                                                                |                | | |
| dinsdag 25 juli 2006, 18:30 uur                                                             | FC Emmen                                                       | 0 - 6 (0 - 4)  | Ajax | Opstelling Ajax: |
| Sportpark Veenoord, Veenoord 6.000 toeschouwers Arbiter: Ben Haverkort Oefenduel            |                                                                |                | 5' Mauro Rosales 15' Wesley Sneijder 37' Thomas Vermaelen 45' Robbert Schilder 66' Jan Vertonghen 87' Klaas Jan Huntelaar | Maarten Stekelenburg, George Ogăraru, Olaf Lindenbergh, Jaap Stam, Thomas Vermaelen, Urby Emanuelson, Wesley Sneijder, Robbert Schilder, Mauro Rosales, Markus Rosenberg, Edgar Manucharyan Wisselspelers Ajax: Klaas Jan Huntelaar, John Heitinga, Jan Vertonghen, Tom de Mul, Zdeněk Grygera, Kenneth Pérez, Emmanuel Boakye, Kenneth Vermeer Wissels Ajax: 34' Markus Rosenberg Klaas Jan Huntelaar 46' Jaap Stam John Heitinga 46' Robbert Schilder Jan Vertonghen 46' Mauro Rosales Tom de Mul 62' Urby Emanuelson Zdeněk Grygera 62' Edgar Manucharyan Kenneth Pérez 76' Wesley Sneijder Emmanuel Boakye           |
|                                                                                             |                                                                |                | | |
| zaterdag 29 juli 2006, 14:00 uur                                                            | Borussia Dortmund                                              | 2 - 1 (0 - 1)  | Ajax | Opstelling Ajax: |
| Nattenbergstadion, Lüdenscheid 10.334 toeschouwers Arbiter: Metzger Oefenduel               | Florian Kringe 71' Marc-André Kruska (pen.) 80'                |                | 31' Klaas Jan Huntelaar 72' Jan Vertonghen 83' Jaap Stam | Maarten Stekelenburg, Zdeněk Grygera, John Heitinga, Jaap Stam, Thomas Vermaelen, Hedwiges Maduro, Kenneth Pérez, Wesley Sneijder, Gabri, Mauro Rosales, Klaas Jan Huntelaar Wisselspelers Ajax: Urby Emanuelson, Jan Vertonghen, Ryan Babel, Markus Rosenberg, George Ogăraru, Olaf Lindenbergh Wissels Ajax: 46' Zdeněk Grygera Urby Emanuelson 46' Hedwiges Maduro Jan Vertonghen 46' Mauro Rosales Ryan Babel 64' Kenneth Pérez Markus Rosenberg 79' John Heitinga George Ogăraru 80' Wesley Sneijder Olaf Lindenbergh                                                                                               |

#### Afscheidswedstrijd Dennis Bergkamp
| |                                    |               |                                            | |
| zaterdag 22 juli 2006, 20:30 uur                                                                            | Arsenal FC                         | 2 - 1 (0 - 1) | Ajax                                       | Selectie Arsenal FC: |
| Emirates Stadium, Londen 54.000 toeschouwers Arbiter: Mario van der Ende Afscheidswedstrijd Dennis Bergkamp | Thierry Henry 55' Nwankwo Kanu 80' |               | 37' Klaas Jan Huntelaar 63' Ronald de Boer | Pascal Cygan, Matthew Connoly, Justin Hoyte, Aliaksandr Hleb, Alan Smith, Dennis Bergkamp, Mathieu Flamini, Lee Dixon, Alexandre Song, Jérémie Aliadière, Nwankwo Kanu, Thierry Henry, David Seaman, Emmanuel Petit, Nigel Winterburn, Steve Bould, Mart Poom, Marc Overmars, Ray Parlour, Gilles Grimandi, Edu, Giovanni van Bronckhorst, Patrick Vieira Selectie Ajax: Maarten Stekelenburg, John Heitinga, Jaap Stam, Thomas Vermaelen, Zdeněk Grygera, Wesley Sneijder, Hedwiges Maduro, Jan Vertonghen, Tom de Mul, Klaas Jan Huntelaar, Kenneth Pérez, Edwin van der Sar, Aron Winter, Frank Rijkaard, Frank de Boer, Wim Jonk, Edgar Davids, Jan Wouters, Ronald de Boer, Stefan Pettersson, Bryan Roy, Alfons Groenendijk, Danny Blind, Johan Cruijff, Marco van Basten |

#### LG Amsterdam Tournament 2006
| |                                                                              |               |                                                          | |
| vrijdag 4 augustus 2006, 21:15 uur                                                                            | Ajax                                                                         | 1 - 1 (0 - 1) | Internazionale                                           | Opstelling Ajax: |
| Amsterdam ArenA, Amsterdam 22.000 toeschouwers Arbiter: Jan Wegereef Eerste wedstrijd LG Amsterdam Tournament | Kenneth Pérez 34' Jan Vertonghen 40' Wesley Sneijder 59' Wesley Sneijder 87' |               | 19' Santiago Solari 34' Iván Córdoba 39' Olivier Dacourt | Maarten Stekelenburg, George Ogăraru, Jaap Stam, Thomas Vermaelen, Urby Emanuelson, Jan Vertonghen, Kenneth Pérez, Wesley Sneijder, Gabri, Tom de Mul, Klaas Jan Huntelaar Wisselspelers Ajax: Hedwiges Maduro, Mauro Rosales, Markus Rosenberg, Edgar Manucharyan, Kenneth Vermeer, John Heitinga, Olaf Lindenbergh Wissels Ajax: 45' Jan Vertonghen Hedwiges Maduro 45' Kenneth Pérez Markus Rosenberg 45' Tom de Mul Mauro Rosales 71' Klaas Jan Huntelaar Edgar Manucharyan |
| |                                                                              |               |                                                          | |
| zaterdag 5 augustus 2006, 21:15 uur                                                                           | Ajax                                                                         | 0 - 1 (0 - 0) | Manchester United                                        | Opstelling Ajax: |
| Amsterdam ArenA, Amsterdam 44.000 toeschouwers Arbiter: Pieter Vink Tweede wedstrijd LG Amsterdam Tournament  | Jan Vertonghen 33' Thomas Vermaelen 76'                                      |               | 77' Ryan Giggs                                           | Maarten Stekelenburg, John Heitinga, Zdeněk Grygera, Olaf Lindenbergh, Robbert Schilder, Kenneth Pérez, Hedwiges Maduro, Jan Vertonghen, Mauro Rosales, Markus Rosenberg, Edgar Manucharyan Wisselspelers Ajax: Klaas Jan Huntelaar, Angelos Charisteas, Roger Garcia, Kenneth Vermeer, Thomas Vermaelen, Tom de Mul Wissels Ajax: 45' Edgar Manucharyan Klaas Jan Huntelaar 66' Markus Rosenberg Angelos Charisteas 70' Hedwiges Maduro Roger Garcia                           |

###### Eindstand LG Amsterdam Tournament 2006
|    | Team              | Gespeeld | Gewonnen | Gelijk | Verloren | Doelpunten | Punten |
| -- | ----------------- | -------- | -------- | ------ | -------- | ---------- | ------ |
| 1. | Manchester United | 2        | 2        | 0      | 0        | 4          | 10     |
| 2. | Internazionale    | 2        | 1        | 1      | 0        | 4          | 8      |
| 3. | FC Porto          | 2        | 0        | 0      | 2        | 3          | 3      |
| 4. | Ajax              | 2        | 0        | 1      | 1        | 1          | 2      |

- Op het LG Amsterdam Tournament 2006 krijgen de clubs naast het traditionele puntensysteem ook een punt voor elk gescoord doelpunt.

#### Johan Cruijff Schaal 2006
|                                                                                           |                                                    |               |                                                                            | |
| zondag 13 augustus 2006, 18:00 uur                                                        | PSV                                                | 1 - 3 (0 - 1) | Ajax                                                                       | Opstelling Ajax: |
| Amsterdam ArenA, Amsterdam 35.000 toeschouwers Arbiter: René Temmink Johan Cruijff Schaal | Timmy Simons 45' Phillip Cocu 49' Phillip Cocu 51' |               | 7' Mauro Rosales 69' Kenneth Pérez 73' Hedwiges Maduro 82' Wesley Sneijder | Maarten Stekelenburg, George Ogăraru, Jaap Stam, Thomas Vermaelen, Urby Emanuelson, Gabri, Wesley Sneijder, Robbert Schilder, Mauro Rosales, Markus Rosenberg, Ryan Babel Wisselspelers Ajax: John Heitinga, Hedwiges Maduro, Kenneth Pérez, Dennis Gentenaar, Zdeněk Grygera, Olaf Lindenbergh, Tom de Mul Wissels Ajax: 46' George Ogăraru John Heitinga 46' Robbert Schilder Hedwiges Maduro 69' Markus Rosenberg Kenneth Pérez |

#### KNVB Beker 2006/2007

##### Tweede Ronde
|                                                                                                  |                                                                               |               | | |
| woensdag 20 september 2006, 19:45 uur                                                            | Jong RKC                                                                      | 2 - 5 (1 - 2) | Ajax | Opstelling Ajax: |
| Mandemakers Stadion, Waalwijk 2.000 toeschouwers Arbiter: Pol van Boekel Tweede Ronde KNVB Beker | Kevin Vink (pen.) 2' Cerezo Fung A Wing 65' Victor Ronsard Cerezo Fung A Wing |               | 21' Markus Rosenberg 29' Hedwiges Maduro 48' Kenneth Pérez 57' Klaas Jan Huntelaar 85' Markus Rosenberg Zdeněk Grygera Wesley Sneijder | Dennis Gentenaar, George Ogăraru, Zdeněk Grygera, Thomas Vermaelen, Olaf Lindenbergh, Wesley Sneijder, Hedwiges Maduro, Roger Garcia, Mauro Rosales, Markus Rosenberg, Kenneth Pérez Wisselspelers Ajax: John Heitinga, Kenneth Vermeer, Klaas Jan Huntelaar, Ryan Babel Wissels Ajax: 46' George Ogăraru John Heitinga 46' Roger Garcia Klaas Jan Huntelaar 62' Mauro Rosales Ryan Babel |

##### Derde Ronde
|                                                                                               |                                      |               |              | |
| donderdag 9 november 2006, - uur                                                              | Ajax                                 | 2 - 0 (1 - 0) | ADO Den Haag | Opstelling Ajax: |
| Amsterdam ArenA, Amsterdam 7.909 toeschouwers Arbiter: Jack van Hulten Derde Ronde KNVB Beker | Jaap Stam 8' Klaas Jan Huntelaar 65' |               |              | Maarten Stekelenburg, George Ogăraru, Jaap Stam, Zdeněk Grygera, Thomas Vermaelen, Hedwiges Maduro, Kenneth Pérez, Olaf Lindenbergh, Mauro Rosales, Klaas Jan Huntelaar, Edgar Manucharyan Wisselspelers Ajax: Dennis Gentenaar, Urby Emanuelson, Roger Garcia, Nicolea Mitea Wissels Ajax: 46' Hedwiges Maduro Urby Emanuelson 58' Kenneth Pérez Roger Garcia 70' Mauro Rosales Nicolae Mitea |

##### Achtste Finale
|                                                                                                 |                                                     |               |             | |
| woensdag 24 januari 2007, - uur                                                                 | Ajax                                                | 4 - 0 (3 - 0) | HFC Haarlem | Opstelling Ajax: |
| Amsterdam ArenA, Amsterdam 23.100 toeschouwers Arbiter: Bjorn Kuipers Achtste Finale KNVB Beker | 8' Leonardo 34' Kenneth Pérez 40' Kenneth Pérez 90' |               |             | Dennis Gentenaar, George Ogăraru, Jaap Stam, Thomas Vermaelen, Zdeněk Grygera, Hedwiges Maduro, Kenneth Pérez, Olaf Lindenbergh, Mauro Rosales, Klaas Jan Huntelaar, Leonardo Wisselspelers Ajax: John Heitinga, Ryan Babel Wissels Ajax: 46' Jaap Stam John Heitinga 46' Klaas Jan Huntelaar Ryan Babel |

##### Kwartfinale
|                                                                             |           |               |      |                                   |
| woensdag 28 februari 2007, - uur                                            | Willem II | 0 - 2 (0 - 0) | Ajax | Opstelling Ajax:                  |
| Willem II Stadion, Tilburg - toeschouwers Arbiter: - Kwartfinale KNVB Beker |           |               |      | Wisselspelers Ajax: Wissels Ajax: |

##### Halve Finale
|                                                                                            |                                                 |               |                          | |
| woensdag 28 februari 2007, - uur                                                           | Ajax                                            | 3 - 1 (0 - 0) | RKC Waalwijk             | Opstelling Ajax: |
| Amsterdam ArenA, Amsterdam 34.600 toeschouwers Arbiter: Ruud Bossen Kwartfinale KNVB Beker | Wesley Sneijder 12' Gabri 66' Nicolae Mitea 88' |               | 32' (e.d.) John Heitinga | Maarten Stekelenburg, George Ogăraru, John Heitinga, Thomas Vermaelen, Urby Emanuelson, Gabri, Wesley Sneijder, Edgar Davids, Tom de Mul, Klaas Jan Huntelaar, Ryan Babel Wisselspelers Ajax: Jeffrey Sarpong, Nicolae Mitea, Kenneth Pérez Wissels Ajax: 73' Ryan Babel Kenneth Pérez 85' Tom de Mul Nicolae Mitea 89' Wesley Sneijder Jeffrey Sarpong |

##### Finale
|                                                                                              | |               | | |
| zondag 6 mei 2007, - uur                                                                     | AZ | 1 - 1 (1 - 0) | Ajax | Opstelling Ajax: |
| Stadion Feijenoord, Rotterdam 50.000 toeschouwers Arbiter: Dick van Egmond Finale KNVB Beker | Moussa Dembélé 4' Strafschoppenserie Shota Arveladze Nourdin Boukhari Grétar Steinsson Tim de Cler Julian Jenner Moussa Dembélé Rogier Molhoek Ryan Donk |               | 51' Klaas Jan Huntelaar 90' Gabri Wesley Sneijder Klaas Jan Huntelaar Strafschoppenserie Kenneth Pérez Klaas Jan Huntelaar Thomas Vermaelen Olaf Lindenbergh John Heitinga Tom de Mul George Ogăraru Edgar Davids | Maarten Stekelenburg, George Ogăraru, Jaap Stam, Thomas Vermaelen, Urby Emanuelson, Gabri, Johnny Heitinga, Wesley Sneijder, Edgar Davids, Klaas Jan Huntelaar, Ryan Babel Wisselspelers Ajax: Tom de Mul, Kenneth Pérez Wissels Ajax: 76' Urby Emanuelson Tom de Mul 87' Wesley Sneijder Kenneth Pérez |

#### Voorronde UEFA Champions League 2006/2007
| Datum            | Thuis         | Uitslag | Uit           | Doelpuntenmakers (Ajax) |
| ---------------- | ------------- | ------- | ------------- | ----------------------- |
| 9 augustus 2006  | FC Kopenhagen | 1-2     | Ajax          | Huntelaar (2x)          |
| 23 augustus 2006 | Ajax          | 0-2     | FC Kopenhagen |                         |

### UEFA Cup 2006/07
| Datum             | Thuis         | Uitslag | Uit           | Doelpuntenmakers (Ajax)                    |
| ----------------- | ------------- | ------- | ------------- | ------------------------------------------ |
| 14 september 2006 | IK Start      | 2-5     | Ajax          | Huntelaar (2x), Rosenberg, Sneijder, Gabri |
| 28 september 2006 | Ajax          | 4-0     | IK Start      | Rosenberg (2x), Grygera, Babel             |
| 2 november 2006   | Ajax          | 3-0     | Austria Wien  | Huntelaar (2x), Manucharyan                |
| 23 november 2006  | Sparta Praag  | 0-0     | Ajax          |                                            |
| 30 november 2006  | Ajax          | 0-2     | Espanyol      |                                            |
| 13 december 2006  | Zulte-Waregem | 0-3     | Ajax          | Huntelaar (2x), Heitinga                   |
| 14 februari 2007  | Werder Bremen | 3-0     | Ajax          | Lindenbergh 2x geel                        |
| 22 februari 2007  | Ajax          | 3-1     | Werder Bremen | Leonardo, Huntelaar, Babel                 |

### Eredivisie 2006/07
| Datum             | Thuis            | Uitslag | Uit             | Doelpuntenmakers (Ajax)                                           |
| ----------------- | ---------------- | ------- | --------------- | ----------------------------------------------------------------- |
| 20 augustus 2006  | Ajax             | 5-0     | RKC Waalwijk    | Babel, Sneijder (2x), Heitinga, Rosales                           |
| 27 augustus 2006  | NAC Breda        | 1-2     | Ajax            | Sneijder (2x)                                                     |
| 10 september 2006 | Ajax             | 3-0     | Vitesse         | Huntelaar (2x), Roger                                             |
| 17 september 2006 | Roda JC          | 2-0     | Ajax            |                                                                   |
| 24 september 2006 | Ajax             | 2-0     | N.E.C.          | Pérez (2x)                                                        |
| 1 oktober 2006    | FC Utrecht       | 2-3     | Ajax            | Gabri, Heitinga, Pérez                                            |
| 14 oktober 2006   | Ajax             | 3-2     | FC Groningen    | Babel (2x), Emanuelson                                            |
| 22 oktober 2006   | Feyenoord        | 0-4     | Ajax            | Huntelaar (2x), Pérez (2x) en van Hooijdonk rood en Pardo 2x geel |
| 25 oktober 2006   | Ajax             | 2-0     | ADO Den Haag    | Gabri, Sneijder                                                   |
| 28 oktober 2006   | sc Heerenveen    | 0-2     | Ajax            | de Mul, Sneijder                                                  |
| 5 november 2006   | Heracles Almelo  | 0-3     | Ajax            | Pérez, Sneijder                                                   |
| 12 november 2006  | Ajax             | 0-1     | PSV             |                                                                   |
| 19 november 2006  | Ajax             | 1-1     | FC Twente       | Sneijder                                                          |
| 26 november 2006  | Sparta Rotterdam | 3-0     | Ajax            |                                                                   |
| 3 december 2006   | Ajax             | 6-0     | Willem II       | Grygera, Emanuelson, Mitea, Huntelaar (2x), de Mul                |
| 10 december 2006  | Ajax             | 2-2     | AZ              | Heitinga, Huntelaar                                               |
| 17 december 2006  | Excelsior        | 1-3     | Ajax            | Huntelaar (3x)                                                    |
| 24 december 2006  | Vitesse          | 4-2     | Ajax            | Grygera, de Mul                                                   |
| 27 december 2006  | Ajax             | 2-0     | Roda JC         | Sneijder, Grygera                                                 |
| 30 december 2006  | N.E.C.           | 2-2     | Ajax            | Pérez, Gabri                                                      |
| 20 januari 2007   | Ajax             | 2-0     | FC Utrecht      | Heitinga, Sneijder                                                |
| 28 januari 2007   | FC Groningen     | 2-3     | Ajax            | Stam, Heitinga, Leonardo                                          |
| 4 februari 2007   | Ajax             | 4-1     | Feyenoord       | Sneijder (3x), de Mul                                             |
| 11 februari 2007  | ADO Den Haag     | 1-2     | Ajax            | Heitinga, Huntelaar                                               |
| 18 februari 2007  | Ajax             | 2-2     | Excelsior       | Davids, Huntelaar                                                 |
| 25 februari 2007  | AZ               | 1-1     | Ajax            | Pérez. Twee keer geel voor Davids                                 |
| 4 maart 2007      | Ajax             | 0-1     | sc Heerenveen   |                                                                   |
| 11 maart 2007     | FC Twente        | 1-4     | Ajax            | Huntelaar (3x), Babel                                             |
| 18 maart 2007     | PSV              | 1-5     | Ajax            | Huntelaar (2x), Sneijder, Gabri, Pérez                            |
| 1 april 2007      | Ajax             | 3-0     | Heracles Almelo | Sneijder, Huntelaar (2x)                                          |
| 8 april 2007      | RKC Waalwijk     | 2-2     | Ajax            | Gabri, Sneijder                                                   |
| 13 april 2007     | Ajax             | 2-0     | NAC             | Pérez, Babel                                                      |
| 22 april 2007     | Ajax             | 5-2     | Sparta          | Sneijder (2x), Huntelaar, Pérez, Mitea                            |
| 29 april 2007     | Willem II        | 0-2     | Ajax            | Emanuelson, Huntelaar                                             |

#### Eindstand
| №  | Club             | WG | W  | G  | V  | DV | DT | +/– | Punten |
| -- | ---------------- | -- | -- | -- | -- | -- | -- | --- | ------ |
|    | PSV              | 34 | 23 | 6  | 5  | 75 | 25 | +50 | 75     |
| 2  | Ajax             | 34 | 23 | 6  | 5  | 84 | 35 | +49 | 75     |
| 3  | AZ               | 34 | 21 | 9  | 4  | 83 | 52 | +31 | 72     |
| 4  | FC Twente        | 34 | 19 | 9  | 6  | 67 | 37 | +30 | 66     |
| 5  | sc Heerenveen    | 34 | 16 | 7  | 11 | 60 | 43 | +17 | 55     |
| 6  | Roda JC          | 34 | 15 | 9  | 10 | 47 | 36 | +11 | 54     |
| 7  | Feyenoord        | 34 | 15 | 8  | 11 | 56 | 66 | –10 | 53     |
| 8  | FC Groningen     | 34 | 15 | 6  | 13 | 54 | 54 | 0   | 51     |
| 9  | FC Utrecht       | 34 | 13 | 9  | 12 | 41 | 44 | –3  | 48     |
| 10 | N.E.C.           | 34 | 12 | 8  | 14 | 36 | 44 | –8  | 44     |
| 11 | NAC Breda        | 34 | 12 | 7  | 15 | 43 | 54 | –11 | 43     |
| 12 | Vitesse          | 34 | 10 | 8  | 16 | 50 | 55 | –5  | 38     |
| 13 | Sparta Rotterdam | 34 | 10 | 7  | 17 | 40 | 66 | –26 | 37     |
| 14 | Heracles Almelo  | 34 | 7  | 11 | 16 | 32 | 64 | –32 | 32     |
| 15 | Willem II        | 34 | 8  | 7  | 19 | 31 | 64 | –33 | 31     |
| 16 | Excelsior        | 34 | 8  | 6  | 20 | 43 | 65 | –22 | 30     |
| 17 | RKC Waalwijk     | 34 | 6  | 9  | 19 | 33 | 60 | –27 | 27     |
| 18 | ADO Den Haag     | 34 | 3  | 8  | 23 | 40 | 72 | –32 | 17     |

## Play-offs Eredivisie
| Datum       | Thuis         | Uitslag | Uit           | Doelpuntenmakers (Ajax)                                                   |
| ----------- | ------------- | ------- | ------------- | ------------------------------------------------------------------------- |
| 9 mei 2007  | sc Heerenveen | 1-0     | Ajax          |                                                                           |
| 13 mei 2007 | Ajax          | 4-0     | sc Heerenveen | Klaas-Jan Huntelaar, 2x Ryan Babel, Kenneth Pérez. Rood voor Vandenbusche |
| 20 mei 2007 | AZ            | 2-1     | Ajax          | Sneijder                                                                  |
| 27 mei 2007 | Ajax          | 3-0     | AZ            | Heitinga, Donk (e.d.). Gabri                                              |

ADO Den Haag ·
Ajax ·
AZ ·
Excelsior ·
Feyenoord ·
FC Groningen ·
sc Heerenveen ·
Heracles Almelo ·
NAC Breda ·
N.E.C. ·
PSV ·
RKC Waalwijk ·
Roda JC ·
Sparta Rotterdam ·
FC Twente ·
FC Utrecht ·
Vitesse ·
Willem II
1900—1911 · 1911/12 · 1912—1954 · 1954/55 · 1955/56 · 1956/57 · 1957—1970 · 1970/71 · 1971/72 · 1972—1994 · 1994/95 · 1995—1998 · 1998/99 · 1999/00 · 2000/01 · 2001/02 · 2002/03 · 2003/04 · 2004/05 · 2005/06 · 2006/07 · 2007/08 · 2008/09 · 2009/10 · 2010/11 · 2011/12 · 2012/13 · 2013/14 · 2014/15 · 2015/16 · 2016/17 · 2017/18 · 2018/19 · 2019/20 · 2020/21 · 2021/22 · 2022/23 · 2023/24 · 2024/25